# Кларисса (роман)
«Кларисса, или История молодой леди» (англ. Clarissa, or, the History of a Young Lady) — роман Сэмюэля Ричардсона (1689—1761) в 4 томах, написанный в 1748 году. Создан в эпоху Зрелого Просвещения в жанре семейно-бытового нравоописательного романа воспитания. Этот жанр в то время был очень распространён в литературе. В частности, помимо «Клариссы» Ричардсон написал романы «История сэра Чарльза Грандисона» и «Памела, или вознаграждённая добродетель», главная идея которых — превозношение добродетели в традиционном понимании: блаженны безгрешные, будьте добродетельны, и вы будете счастливы. Роман «Кларисса» написан иначе — в нём доминирует трагическая линия.

## Сюжет

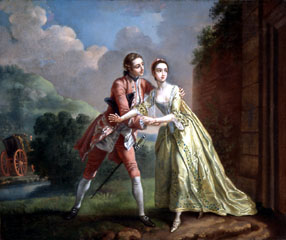
Роберт Ловелас уговаривает Клариссу сбежать. Художник: Фрэнсис Хейман.

Роман написан в эпистолярном жанре. События показаны читателю через переписку персонажей.
События разворачиваются в 1740-х годах в Англии. Кларисса Харлоу — младшая дочь из разбогатевшей буржуазной семьи — получает большое наследство от деда. Будучи девушкой высоконравственной и альтруистичной, она передаёт свои права другим членам семьи. Брат Джеймс и сестра Арабелла начинают её притеснять, добиваясь брака с отвратительным, но богатым Сомсом. Для Клариссы брак без любви невозможен, и она категорически отказывается.
Аристократ Роберт Ловелас (Лавлэйс, Ловлас), видя, в какой она ситуации, решает этим воспользоваться и соблазнить невинную девушку. Он похищает её под видом спасения, держит в грязном притоне, выдавая его за достойный дом вдовы священника. Несколько его знакомых проституток и друзей играют роли дам светского общества и их кавалеров. Между Клариссой и Ловеласом идёт нравственный поединок. Ловелас подвергает её духовным испытаниям, которые Кларисса проходит с честью. В конце концов, он берёт её силой. Для Клариссы после этого всё кончено. Все её духовные принципы попраны. Она умирает, успев его простить, а Ловелас оставшуюся жизнь живёт в страшном раскаянии. В конце концов он погибает на дуэли.

## Анализ произведения
Цитата из Ювенала, приводимая в романе, по мнению автора определяла идейное значение романа: «hominum mores tibi nosse volenti sufcit una domus» («если ты хочешь познать нравы человеческого рода, тебе довольно и одного дома»). В стенах одного дома Ричардсон открывает и столкновение интересов, и борьбу мировоззрений, и страстей, и сложные взаимопереходы противоречивых чувств. Движение сюжета проистекает от столкновения характеров, классов (аристократическая «честь» и буржуазная «мораль»), двух нравственных кодексов, отношений к жизни, от «человеческой природы». Моральный долг в лице Клариссы противопоставлен беспринципности Ловеласа: Кларисса добра и нравственна, Ловелас циник и эгоист; она — жертва, он — хищник. Оба — противоположные концепции человека. Ричардсон через эти образы смог показать, как тесно связаны между собой пороки и добродетели, оказывающиеся порой проявлением одной и той же черты характера.
Роман о любви стал трагедией несостоявшейся любви, поскольку главные герои по разным мотивам считают это чувство слабостью, стыдятся его и даже избегают называть. Ричардсон прослеживает всё сложное развитие их отношений. Сначала взаимная симпатия, потом любовь и острый нравственный и мировоззренческий поединок. Хищник-демон Ловелас пытается подавить личность Клариссы, сломить её духовно и физически, подчинить себе. Кларисса, со своей стороны, надеется на его исправление и нравственное преображение. Встретив стойкое сопротивление, Ловелас начинает сомневаться в себе и приходит от этого в ярость. Он строит всё более коварные козни, чтобы сломить волю Клариссы.
Кларисса подверглась насилию, угасла, умерла. Однако её смерть — победа, ибо Ловелас раскаивается и живёт в беспросветной тоске. Если Памела стала «вознаграждённой добродетелью», то Кларисса олицетворяла «добродетель торжествующую»: уже в этом, а не в загробном мире, торжествовала Кларисса и терпел поражение Ловлас. В судьбе Клариссы виновен не только совратитель, но также отчасти она сама и её семья, толкнувшая её к Ловласу. Таким образом сквозь этические мотивы проступает скрытый социальный фактор. Этот мотив считал и высоко оценил Дидро («Похвала Ричардсону»).

Интерес романа заключён не в развитии действия, а в тонком психологическом анализе и в мастерской характеристике выведенных лиц. Весомым недостатком романа является его растянутость: он занимает восемь томов. Н. М. Карамзин утверждал:
«Написать интересный роман в восемь томов, не прибегая ни к чудесам, которыми эпические поэты стараются возбуждать любопытство в читателях, ни к сладострастным картинам, которыми многие из новейших романистов прельщают наше воображение, и не описывая ничего, кроме самых обыкновенных сцен жизни, — для этого потребно, конечно, отменное искусство в описании подробностей и характеров».
Вальтер Скотт в своей критической статье о Ричардсоне осуждал искусственность и условность эпистолярной формы: 
«герои часто принуждены писать в такое время, когда им естественнее было бы действовать, принуждены нередко писать о том, о чём писать вообще неестественно, и принуждены постоянно писать гораздо чаще и гораздо больше, чем позволяют, с нашей современной точки зрения, сроки человеческой жизни».
При всей условности эпистолярной формы у Ричардсона созданный им роман в письмах был большим завоеванием реалистической литературы времён Просвещения. В его творчестве, особенно в «Клариссе», жанр эпистолярного романа обнаруживает большую разносторонность. Он включает в себя и письмо-описание, и письмо-документ, и письмо-диалог (некоторые письма Ловласа строятся как небольшие комедийные сценки с ремарками рассказчика), и письмо полемическое, и лирическое письмо-исповедь. Ричардсон впервые придал высокую патетическую значимость скромным явлениям частной жизни, сделал роман средством сильного эмоционального воздействия на читателя.

## Отклик читателей
Роман имел огромный успех. Им зачитывались, умоляли Ричардсона, чтобы Кларисса не умерла, чтобы, подобно Памеле, жила счастливо. Однако наибольшее впечатление на аудиторию произвёл демонический образ Ловеласа. По некоторым оценкам, Ловелас как персонаж ярче Клариссы, которая выглядела чопорной, излишне щепетильной и холодной. (Пушкин называл Клариссу «скучной дурой»). По мнению некоторых критиков, читатели восприняли психологизм романа и ёмкие характеры героев иначе, чем рассчитывал автор. Более того, психологизм вышел на первый план и перекрыл моральную сторону, которая для Ричардсона была главной.
Ричардсон счёл, что его роман не поняли — неправильно оценили фигуру Ловеласа. Третий том он снабдил обширными комментариями, где объяснял, как именно нужно читать его роман и как понимать все поступки героев.
Начиная с 1780-х годов, до издания русских переводов, Ричардсон неоднократно упоминался в русской печати главным образом с указанием на нравственное значение его сочинений. В 1790-е издатель И. Я. Сытин выпустил в Петербурге многотомные романы Ричардсона. Слава романов распространялась по России, имена его героев становились нарицательными, появились положительные отклики в русской печати, а романы оказали непосредственное влияние на творчество некоторых русских романистов XVIII века.
Н. М. Карамзин утверждал, что характеры героев романа, Клариссы и Ловеласа, «будут удивлением всех читателей и всех времён и останутся вечными памятниками творческой силы Ричардсонова духа». При этом, Карамзин попрекал существующий перевод, предоставив своей вариант фрагментов романа.

Встречались и негативные критические оценки романа. В воспитательно-нравоучительном журнале «Полезное с приятным» переведённое письмо обличает Кларису, которая «была самая хитрая светская женщина и, принимая на себя ложный вид постоянства, обманывала своих легковерных любовников... Верьте, друзья мои, что самая жеманная кокетка не столько опасна, как Клариса, сей род женщин истинно создан на нашу пагубу». В своём неоконченном эпистолярном романе А. С. Пушкин отмечал: «Надобно жить в деревне, чтоб иметь возможность прочитать хвалёную Клариссу...  скучно, мочи нет». Также Пушкин вспоминает Ричардсона для характеристики Прасковьи Лариной в «Евгении Онегине»:
Она любила Ричардсона
Не потому, чтобы прочла,
Не потому, чтоб Грандисона
Она Ловласу предпочла;
Но в старину княжна Алина,
Её московская кузина,
Твердила часто ей об них.

### Переводы
Всего на русском языке представлены следующие переводы романа с французского языка в сокращении:
- Первый и единственный в XVIII веке перевод с французского языка на русский осуществлён Н. П. Осиповым и П. Кильдюшевским (по переводу аббата Прево «Lettres anglaises, ou Histoire de miss Clarisse Harlove», 1751). «Достопамятная жизнь девицы Клариссы Гарлов, истинная повесть…» заключает первые 205 писем из 375[6].

- «Достопамятная жизнь девицы Клариссы Гарлов» (Санкт-Петербург, 1791—1792)[8],
- «Кларисса или история юной барышни» («Библиотека для чтения», 1848, ч. 87—89)[9] в пересказе А. В. Дружинина.

## Экранизации
- 1991 — «Кларисса» (Clarissa) (сериал, 4 серии) Великобритания, Би-Би-Си. В главных ролях Шон Бин и Саския Уикхэм.